# Дюфур (връх)
Дюфур, (на немски: Dufourspitze, на (на френски: Pointe Dufour, на (на италиански: Punta Dufour) със своите 4634 m e най-високият връх в Швейцария и в масива Монте Роза (Monte Rosa), а също и втори по височина в планинската верига Алпи.
Върхът и целият масив се определят като граница между Швейцария и Италия. Първоначално върхът е наречен „Горнерхорм“ – име, дадено от алеманите. Първото успешно изкачване е на 1 август 1855 от група алпинисти, събрана от Чарлс Хъдсън. Други участници в експедицията са Джон Биркбек, Едуарт Дж. Щефансон и брятата Кристофър и Джеймс Г. Смит. 10 години по-късно Чарлс Хъдсън злополучно загива при първото изкачване на Матерхорн.